# Liste der Kulturdenkmäler in Landau (Bad Arolsen)
Die folgende Liste enthält die in der Denkmaltopographie ausgewiesenen Kulturdenkmäler auf dem Gebiet des Ortsteils Landau der  Stadt Bad Arolsen, Landkreis Waldeck-Frankenberg, Hessen.
Hinweis: Die Reihenfolge der Denkmäler in dieser Liste orientiert sich an der Anschrift, alternativ ist sie auch nach der Bezeichnung, der vom Landesamt für Denkmalpflege vergebenen Nummer oder der Bauzeit sortierbar.
Kulturdenkmäler werden fortlaufend im Denkmalverzeichnis des Landes Hessen durch das Landesamt für Denkmalpflege Hessen auf Basis des Hessischen Denkmalschutzgesetzes (HDSchG) geführt. Die Schutzwürdigkeit eines Kulturdenkmals hängt nicht von der Eintragung in das Denkmalverzeichnis des Landes Hessen oder der Veröffentlichung in der Denkmaltopographie ab.

Das Denkmalverzeichnis für diesen Bereich liegt noch nicht vor. Die bisher bekannten Bau- und Kunstdenkmäler hat das Landesamt für Denkmalpflege Hessen in sogenannten Arbeitslisten erfasst. Den Arbeitslisten liegen Erkenntnisse aus Akten, Ortsbegehungen und Denkmalinventaren, jedoch keine neuere systematische Forschung, zugrunde. Die Benehmensherstellung mit der Gemeinde gemäß § 11 Abs. 1 HDSchG ist noch nicht erfolgt.
Das Vorhandensein oder Fehlen eines Objekts in dieser Liste ist keine rechtsverbindliche Auskunft darüber, ob es Kulturdenkmal ist oder nicht: Diese Liste entspricht möglicherweise nicht dem aktuellen Stand der offiziellen Denkmaltopographie. Diese ist für Hessen in den entsprechenden Bänden der Denkmaltopographie Bundesrepublik Deutschland und im Internet unter DenkXweb – Kulturdenkmäler in Hessen einsehbar. Auch diese Quellen sind, obwohl sie durch das Landesamt für Denkmalpflege Hessen aktualisiert werden, nicht immer aktuell, da es im Denkmalbestand immer wieder Änderungen gibt.
Eine verbindliche Auskunft erteilt allein das Landesamt für Denkmalpflege Hessen.
Nutze diese Kartenansicht, um Koordinaten in der Liste zu setzen. In dieser Kartenansicht sind Kulturdenkmale ohne Koordinaten mit einem roten bzw. orangen Marker dargestellt und können in der Karte gesetzt werden. Kulturdenkmale ohne Bild sind mit einem blauen bzw. roten Marker gekennzeichnet, Kulturdenkmale mit Bild mit einem grünen bzw. orangen Marker.

## Gesamtanlagen
| Bild            | Bezeichnung                                        | Lage        | Beschreibung | Bauzeit | Objekt-Nr. |
| --------------- | -------------------------------------------------- | ----------- | ------------ | ------- | ---------- |
| Bild gesucht BW | Gesamtanlage 1 Historischer Ortskern               | Landau Lage |              |         | 170497 DDB |
| Bild gesucht BW | Gesamtanlage 2 Arolser Straße / Wolfhagener Straße | Landau Lage |              |         | 950289 DDB |

## Kulturdenkmäler
| Bild            | Bezeichnung                                                  | Lage | Beschreibung | Bauzeit | Objekt-Nr. |
| --------------- | ------------------------------------------------------------ | --- | ------------ | ------- | ---------- |
| Schloss Landau  | Schloss Landau                                               | Am Grafenschloß 2, Schloß LageFlur: 1, Flurstück: 615/1, 621 |              |         | 170498 DDB |
| weitere Bilder  | Torgebäude, Alte Kanzlei                                     | Am Grafenschloß 5, Mittelstraße 22 LageFlur: 1, Flurstück: 529/4, 612/4 |              |         | 170499 DDB |
| Bild gesucht BW | Querdielenhaus                                               | Am Grafenschloß 6 LageFlur: 1, Flurstück: 622/4 |              |         | 828760 DDB |
| Bild gesucht BW | Ehemaliges Brauhaus                                          | Am Grafenschloß 8 LageFlur: 1, Flurstück: 612/3 |              |         | 950288 DDB |
| weitere Bilder  | Fachwerkwohnhaus                                             | Am Markt 2 LageFlur: 1, Flurstück: 1289/251 |              |         | 170500 DDB |
| Bild gesucht BW | Fachwerkwohnhaus                                             | Am Markt 3 LageFlur: 1, Flurstück: 496/2 |              |         | 828759 DDB |
| Bild gesucht BW | Fachwerkwohnhaus                                             | Am Markt 5 LageFlur: 1, Flurstück: 486/2 |              |         | 828761 DDB |
| Bild gesucht BW | Fachwerkwohnhaus                                             | Am Markt 6 LageFlur: 1, Flurstück: 1290/260 |              |         | 170501 DDB |
| Bild gesucht BW | Fachwerkwohnhaus                                             | Am Markt 7, Am Markt 7 LageFlur: 1, Flurstück: 486/2, 491/1 |              |         | 170502 DDB |
| Bild gesucht BW | Alte Schule                                                  | Am Markt 10 LageFlur: 1, Flurstück: 493 |              |         | 828762 DDB |
| Bild gesucht BW | Hist. Stadtbefestigung                                       | An der Mauer, Schloßberg. Mittelstraße, Im Hagen.Hintere Heidestraße 10, An der Knappenburg, Am Schloßberge LageFlur: 1, Flurstück: 1127/36, 129, 1457/934, 1485/153, 1487/153, 1517/74, 28/1, 342/3, 343, 349/1, 349/2, 616, 63/1 |              |         | 170716 DDB |
| Bild gesucht BW | Längsdielenhaus+Ziegelanbau+Gartenmauer                      | Heidestraße 1 LageFlur: 1, Flurstück: 1286/224 |              |         | 170508 DDB |
| Bild gesucht BW | Fachwerkeinhaus                                              | Heidestraße 2 LageFlur: 1, Flurstück: 43/2 |              |         | 170503 DDB |
| Bild gesucht BW | Querdielenhaus                                               | Heidestraße 7 LageFlur: 1, Flurstück: 202/1 |              |         | 170504 DDB |
| Bild gesucht BW | Fachwerkwohnhaus+Nebengebäude                                | Heidestraße 8 LageFlur: 1, Flurstück: 85/1 |              |         | 170505 DDB |
| Bild gesucht BW | Fachwerkwohnhaus                                             | Heidestraße 9 LageFlur: 1, Flurstück: 198/1 |              |         | 170506 DDB |
| Bild gesucht BW | Saalbau                                                      | Heidestraße 11 LageFlur: 1, Flurstück: 247/1 |              |         | 170507 DDB |
| Bild gesucht BW | Flurquerdielenhaus+Gartenmauer                               | Heidestraße 14 LageFlur: 1, Flurstück: 109/1 |              |         | 828763 DDB |
| Bild gesucht BW | Flurquerdielenhaus                                           | Heidestraße 18 LageFlur: 1, Flurstück: 137/2 |              |         | 828764 DDB |
| Bild gesucht BW | Fachwerkwohnhaus, ehem. Scheune+Erdmauer                     | Heidestraße 22a LageFlur: 1, Flurstück: 150/1 |              |         | 828765 DDB |
| Bild gesucht BW | Fachwerkwohnhaus                                             | Hinterstraße 1 LageFlur: 1, Flurstück: 582/2 |              |         | 170512 DDB |
| Bild gesucht BW | Fachwerkwohnhaus+Bruchsteinscheune                           | Hinterstraße 5 LageFlur: 1, Flurstück: 1317/572 |              |         | 170513 DDB |
| Bild gesucht BW | Fachwerkwohnhaus                                             | Hinterstraße 6 LageFlur: 1, Flurstück: 465/2 |              |         | 170514 DDB |
| Bild gesucht BW | Fachwerkwohnhaus                                             | Hinterstraße 10 LageFlur: 1, Flurstück: 473/2 |              |         | 170515 DDB |
| Bild gesucht BW | Fachwerkwohnhaus+Hinterhaus                                  | Hinterstraße 12 LageFlur: 1, Flurstück: 506/3 |              |         | 170516 DDB |
| Bild gesucht BW | Fachwerkwohnhaus+Nebengebäude                                | Hinterstraße 13 LageFlur: 1, Flurstück: 451/3 |              |         | 828766 DDB |
| Bild gesucht BW | Flurquerdielenhaus                                           | Hinterstraße 14 LageFlur: 1, Flurstück: 278/1 |              |         | 828767 DDB |
| Bild gesucht BW | Fachwerkwohnhaus+Anbau                                       | Hinterstraße 15 LageFlur: 1, Flurstück: 448/2 |              |         | 170517 DDB |
| Bild gesucht BW | Fachwerkwohnhaus                                             | Hinterstraße 16 LageFlur: 1, Flurstück: 1293/280 |              |         | 170518 DDB |
| Bild gesucht BW | Einhaus                                                      | Hinterstraße 17 LageFlur: 1, Flurstück: 430/4 |              |         | 170519 DDB |
| Bild gesucht BW | Fachwerkwohnhaus                                             | Hinterstraße 19 LageFlur: 1, Flurstück: 430/3 |              |         | 170520 DDB |
| Bild gesucht BW | Längsdielenhaus, Fachwerk+Anbau                              | Hinterstraße 21 LageFlur: 1, Flurstück: 420/1 |              |         | 170521 DDB |
| Bild gesucht BW | Fachwerkwohnhaus, ehem. Gaststätte                           | Hinterstraße 27 LageFlur: 1, Flurstück: 1305/410 |              |         | 170522 DDB |
| Bild gesucht BW | Alter Friedhof, Kriegsdenkmal und Grabsteine                 | Im Hagen LageFlur: 1, Flurstück: 342/3 |              |         | 955570 DDB |
| Bild gesucht BW | Jüdischer Friedhof                                           | In dem Judengrund LageFlur: 1, Flurstück: 1037 |              |         | 828933 DDB |
| Bild gesucht BW | Fachwerkeinhaus                                              | Lütteckesweg 2 LageFlur: 1, Flurstück: 557/2 |              |         | 170524 DDB |
| Bild gesucht BW | Fachwerkwohnhaus, ehem. Einhaus                              | Mauerstraße 2 LageFlur: 1, Flurstück: 576/1 |              |         | 170525 DDB |
| Bild gesucht BW | Fachwerkwohnhaus                                             | Mauerstraße 6 LageFlur: 1, Flurstück: 455/2 |              |         | 828768 DDB |
| Bild gesucht BW | Fachwerkwohnhaus                                             | Mauerstraße 10 LageFlur: 1, Flurstück: 438/1 |              |         | 170526 DDB |
| Bild gesucht BW | Fachwerkwohnhaus                                             | Mauerstraße 14 LageFlur: 1, Flurstück: 1308/423 |              |         | 170527 DDB |
| Bild gesucht BW | Fachwerkwohnhaus+Nebengebäude                                | Mauerstraße 16 LageFlur: 1, Flurstück: 406/1 |              |         | 170528 DDB |
| Bild gesucht BW | Fachwerkwohnhaus                                             | Mauerstraße 17 LageFlur: 1, Flurstück: 391/2 |              |         | 170529 DDB |
| Bild gesucht BW | Fachwerkwohnhaus+angebautem Stall+Scheune                    | Mauerstraße 20 LageFlur: 1, Flurstück: 1421/305 |              |         | 828769 DDB |
| Bild gesucht BW | Flurquerdielenhaus                                           | Mittelstraße 7 LageFlur: 1, Flurstück: 603/1 |              |         | 170530 DDB |
| Bild gesucht BW | Fachwerkwohnhaus                                             | Mittelstraße 11 LageFlur: 1, Flurstück: 549/4 |              |         | 170531 DDB |
| Bild gesucht BW | Fachwerkeinhaus                                              | Mittelstraße 14 LageFlur: 1, Flurstück: 543/1 |              |         | 170532 DDB |
| Bild gesucht BW | Fachwerkwohnhaus+Schmiede                                    | Mittelstraße 18 LageFlur: 1, Flurstück: 537/2 |              |         | 170535 DDB |
| Bild gesucht BW | Fachwerkwohnhaus                                             | Mittelstraße 20 LageFlur: 1, Flurstück: 532/2 |              |         | 170536 DDB |
| Bild gesucht BW | Fachwerkeinhaus                                              | Mittelstraße 22 LageFlur: 1, Flurstück: 529/4 |              |         | 955597 DDB |
| Bild gesucht BW | Fachwerkwohnhaus+Anbau                                       | Mittelstraße 25, Hinterstraße LageFlur: 1, Flurstück: 499/4, 506/4 |              |         | 170538 DDB |
| Bild gesucht BW | Fachwerkwohnhaus+angebauter Wirtschaftsteil                  | Mittelstraße 26 LageFlur: 1, Flurstück: 226/2 |              |         | 170539 DDB |
| Bild gesucht BW | Evangelische Kirche, ehem. SS. Maria und Georg+Kirchhofmauer | Mittelstraße 27, Hinterstraße LageFlur: 1, Flurstück: 1114/36, 267/4 |              |         | 170540 DDB |
| Bild gesucht BW | Fachwerkwohnhaus                                             | Mittelstraße 28 LageFlur: 1, Flurstück: 230/1 |              |         | 170541 DDB |
| Bild gesucht BW | Wohnstallhaus mit seitlicher Längsdiele+Erdmauer             | Mittelstraße 29 LageFlur: 1, Flurstück: 1584/276 |              |         | 955600 DDB |
| Bild gesucht BW | Fachwerkwohnhaus+Anbau                                       | Mittelstraße 30 LageFlur: 1, Flurstück: 234/2 |              |         | 170542 DDB |
| Bild gesucht BW | Längsdielenhaus+Anbau                                        | Mittelstraße 32 LageFlur: 1, Flurstück: 240/2 |              |         | 170543 DDB |
| Bild gesucht BW | Längsdielenhaus                                              | Mittelstraße 34 LageFlur: 1, Flurstück: 242/2 |              |         | 828770 DDB |
| Bild gesucht BW | Rathaus                                                      | Mittelstraße 38 LageFlur: 1, Flurstück: 247/1 |              |         | 828771 DDB |
| Bild gesucht BW | Alte Schule                                                  | Mittelstraße 42 LageFlur: 1, Flurstück: 180/1 |              |         | 170544 DDB |
| Bild gesucht BW | Fachwerkeinhaus                                              | Mittelstraße 44 LageFlur: 1, Flurstück: 178/2 |              |         | 170545 DDB |
| Bild gesucht BW | Flurquerdielenhaus+Anbau                                     | Mittelstraße 48 LageFlur: 1, Flurstück: 288/2 |              |         | 170546 DDB |
| Bild gesucht BW | Schäferkreuz                                                 | Untere Walme LageFlur: 2, Flurstück: 65/1 |              |         | 950291 DDB |
| Wasserkunst     | Wasserkunst                                                  | Wasserkunst LageFlur: 2, Flurstück: 64 |              |         | 170547 DDB |